# Temporada 1962-1963 del Club Joventut Badalona
La temporada 1962-1963 va ser la 24a temporada en actiu del Club Joventut Badalona des que va començar a competir de manera oficial. La Penya va disputar la seva 7a temporada a la màxima categoria del bàsquet espanyol, acabant la competició en la tercera posició, un lloc per sota de l'aconseguit la temporada anterior. Aquesta temporada no va participar en cap altre competició.

## Resultats
Lliga espanyola
A la lliga espanyola finalitza en la segona posició del seu grup de 6 equips, amb un bagatge de 6 victòries i 4 derrotes, classificant-se per la fase final. A la lligueta final va ser tercer.

## Plantilla
La plantilla del Joventut aquesta temporada va ser la següent:
| Club Joventut Badalona: plantilla 1962-63 |
| Jugadors                                  |
| Josep Lluís                               |
| Guifré Gol                                |
| Amador Rojas                              |
| Artur Auladell                            |
| Miquel Homs                               |
| Joaquim Ballester                         |
| Corbeto                                   |
| Josep Antoni Monguió                      |
| Entrenador                                |
| Antonio Molina                            |